# Столярный переулок (Москва)
Столя́рный переу́лок — улица в центре Москвы на Пресне между Малой Грузинской улицей и улицей Пресненский Вал.

## Происхождение названия
На планах Москвы середины XIX века значился как Малый Грузинский, так как примыкал к Малой Грузинской улице. Затем назывался Охотнический (Охотничий) — якобы по проживанию здесь охотников. В 1922 году переименован в Столярный — по находившимся здесь столярным мастерским мебельной фабрики торгового дома «Мюр и Мерилиз».

## Описание
Столярный переулок начинается от Малой Грузинской проходит на запад параллельно Расторгуевскому до Пресненского Вала. Выходит к станции метро «Улица 1905 года». Сквозного проезда через переулок нет, так как он проходит через закрытую территорию завода «Рассвет» и, соответственно, состоит из двух несвязанных друг с другом частей. С конца 2016 года восстановлен пешеходный проход по Столярному переулку. В 2017 году Машиностроительный завод "Рассвет" (бывшая фабрика Мюрр и Мерелиз) выведен за пределы города и территория западной и центральной части переулка, вошла в состав делового квартала "Рассвет", который включает в себя офисы, магазины, рестораны, выставочные пространства и 2 медицинских организации. Общая площадь квартала на 2024 год 57 000 м2, до 2026 г Москомархитектура утвердила строительство и реконструкцию с увеличением до 120 000 м2.

## Здания и сооружения

### По нечётной стороне
- № 3, корп 2 и корп 11 —  Первая в России Клиника доказательной медицины (Клиника Рассвет) и штаб-квартира Автономного некоммерческого объединения приверженцев доказательной медицины "Доверительный интервал"
- № 3, корп. 1 — бывшее здание мебельной фабрики «Мюр и Мерилиз» (1912, архитектор Р. И. Клейн)[2]
- № 7 — Краснопресненские бани (1979, архитекторы Андрей Таранов, Владимир Гинзбург, Михаил Филиппов)

### По чётной стороне
- № 16 — Институт педагогики и психологии образования МГПУ

## Интересные факты
- В Столярном переулке 5 апреля 1994 года был застрелен один из самых известных криминальных авторитетов Москвы Отари Квантришвили